# 頭文字D 高橋涼介のタイピング最速理論
『頭文字D 高橋涼介のタイピング最速理論』（イニシャルディー たかはしりょうすけのタイピングさいそくりろん）は、『頭文字D』を原作としたタイピングゲームである。
続編として『頭文字D タイピング関東最速プロジェクト』がある。

## 概要
1998年にテレビ放映されたアニメ作品（いわゆる「1st Stage」）を題材とし、プレイヤーは主人公・藤原拓海となってライバルたちとのタイピング「バトル」に挑む。オープニングにはm.o.v.e.の「BREAK IN2 THE NITE」（アニメ後期OP）を収録し、さらにプレイ中のBGMにはアニメ同様のユーロビートが使用されているのも特徴。チュートリアルは高橋涼介（声：子安武人）が務める。各ステージでのハイスコアはオンライン上でランキング可能であった。
パソコン版についてはWindows/Classic Mac OSのハイブリッド対応となっている（廉価版であるイープライスシリーズはWindowsのみ対応）。
なおPlayStation 2版でのプレイには別売りのUSB接続のキーボードが必要となり、キーボード同梱のセット品も販売されていた。